# Nació constituent
Països constituents o nacions constitutives és un terme usat, normalment per institucions oficials, en contextos en els quals un nombre de països componen una entitat o agrupació política més gran, sovint un estat sobirà. Així, l'OCDE ha usat la frase en referència a l'antiga Unió Soviètica o la Iugoslàvia (vegeu exemple ací). Nogensmenys, les institucions europees com el Consell d'Europa també la fan servir en referència a agrupacions d'estats, com la Unió Europea (vegeu exemple ací). No es tracta d'un terme tècnic ni té un sentit legal definit; 'constituent' és simplement un adjectiu, i el terme només té un sentit clar dins del context de l'entitat o agrupació dins la qual els països són considerats constituents.

## Regne Unit
Els països constituents (Home Nations) del Regne Unit són: 
- Anglaterra
- Irlanda del Nord
- Escòcia
- Gal·les

## Regne dels Països Baixos
Des del 10 d'octubre de 2010, els països constituents (landen) del Regne dels Països Baixos són:
- Països Baixos
- Aruba
- Curaçao
- Sint Maarten

L'antic país constituent de les Antilles Neerlandeses va ser dissolt l'octubre del 2010. Això va causar l'aparició de dos països constituents nous, Curaçao i Sint Maarten. Les illes BES (Bonaire, Sint Eustatius i Saba) van unir-se als Països Baixos.

## Ús de l'expressió per organismes internacionals
L'Organització per a la Cooperació i el Desenvolupament Econòmic és un exemple d'organisme que ha emprat l'expressió "països constituents", particularment en referència a:
- les Repúbliques Socialistes de l'antiga Iugoslàvia
- les Repúbliques Socialistes Soviètiques de l'antiga Unió Soviètica

El Consell d'Europa i altres institucions europees de vegades fan servir l'expressió referint-se als estats membres de la Unió Europea.